# Stazione di Casteldebole
La stazione di Casteldebole è una fermata ferroviaria di superficie della linea Porrettana. Serve il centro abitato di Casteldebole, nel quartiere Borgo Panigale-Reno del comune di Bologna.
La gestione degli impianti è affidata a Rete Ferroviaria Italiana (RFI), controllata del Gruppo Ferrovie dello Stato Italiane.

## Storia
La fermata di Casteldebole venne attivata il 29 dicembre 2002.

## Strutture e impianti
La stazione non dispone di fabbricato viaggiatori.
Il piazzale è composto dai due binari di corsa, dotati di banchine con pensilina in acciaio tinteggiate di blu e collegati fra loro da un sottopassaggio pedonale e un sottopassaggio ciclabile.

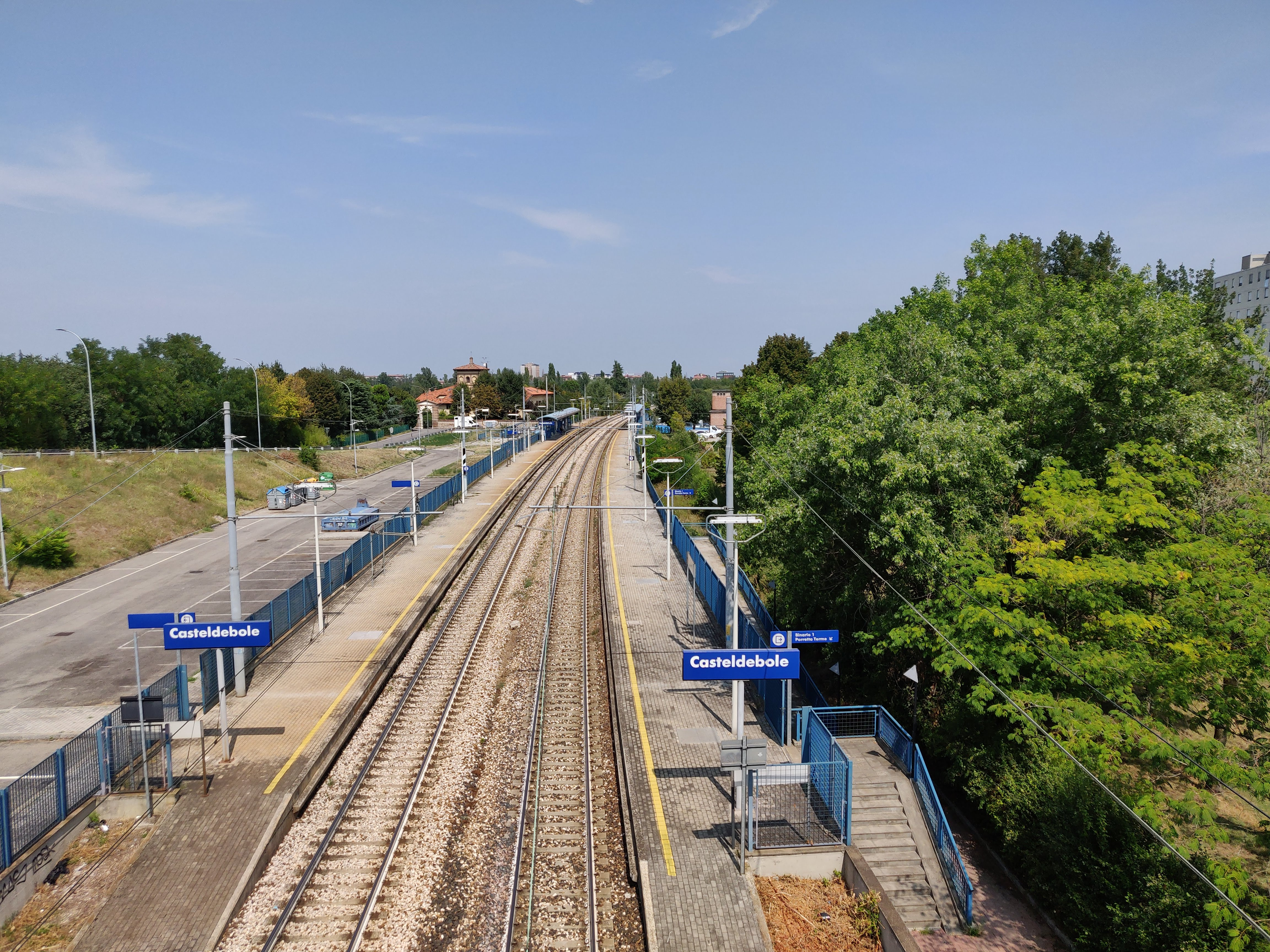
La stazione ferroviaria di Casteldebole, vista dal sovrappasso stradale di via Casteldebole.

Nella primavera del 2011, il sottopassaggio è stato al centro di lavori di riqualificazione per arginare i fenomeni di vandalismo che sovente colpiscono le stazioni: writer professionisti e gli alunni della scuola media Alessandro Volta hanno trasformato il sottopassaggio in una sorta di galleria all'aria aperta.

## Movimento
Il servizio passeggeri è costituito dai treni regionali delle linee S1 (Porretta Terme-Bologna Centrale-Pianoro) e S2A (Bologna Centrale-Vignola) del servizio ferroviario metropolitano di Bologna. La linea S1 è percorsa da treni regionali cadenzati alla mezz'ora, mentre la linea S2A è percorsa da treni regionali cadenzati a frequenza oraria, con rinforzi alla mezz'ora nelle ore di punta.
A novembre 2019, la stazione risultava frequentata da un traffico giornaliero medio di circa 884 persone (496 saliti + 388 discesi).

## Servizi
La stazione è classificata da RFI nella categoria silver.
La stazione offre i seguenti servizi:
- Parcheggio di interscambio auto[5]
- Sottopassaggio
- vicinanza fermata linee bus 19 e 86
- Parcheggio bici[5]
- Stazione accessibile ai disabili

## Interscambio
È dotata di due parcheggi (uno su Via Galeazza, l'altro con accesso da Via Vaccaro) e alcune rastrelliere coperte da pensiline in plexiglas.
Per quanto riguarda il trasporto pubblico, a pochi metri dalla stazione è presente una fermata per gli autobus urbani di Bologna: fermano le linee 19 e 86.